# 캐서린 쿡 브릭스

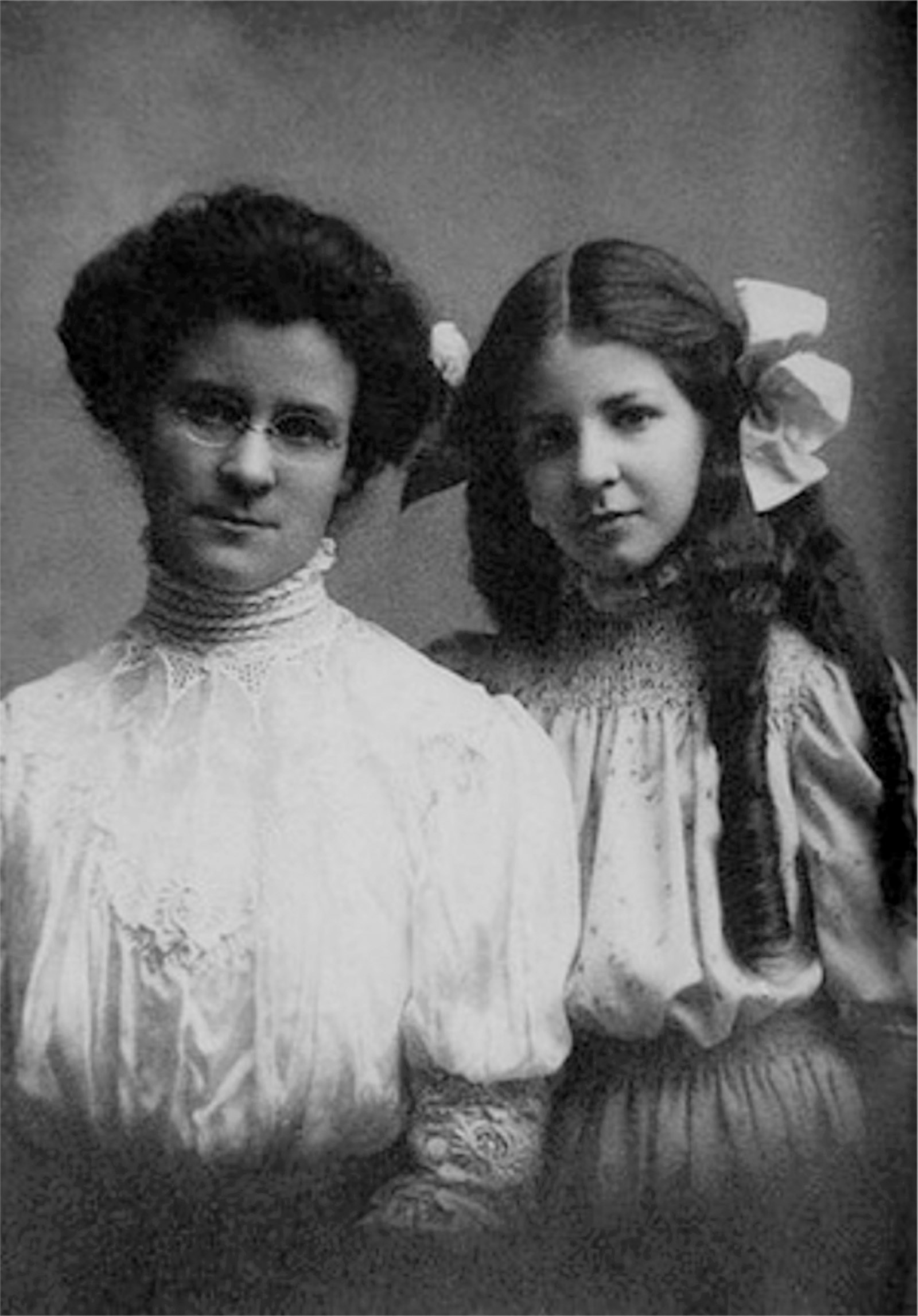
캐서린 쿡 브릭스(Katharine Cook Briggs)와 그녀의 딸, 이사벨 브릭스 마이어스(Isabel Briggs-Myers)

캐서린 쿡 브릭스(Katharine Cook Briggs, 1875–1968)는 그녀의 딸 이사벨 브릭스 마이어스(Isabel Briggs-Myers)와 함께 마이어스-브릭스 유형 지표(MBTI)의 공동 창시자이다. 남편은 미국의 공학자 라이먼 제임스 브릭스이다.